# Luxor Bioscoop (Zaltbommel)
De Luxor Bioscoop was een bioscoop in Zaltbommel van 1931 tot en met 1986.

## Geschiedenis
In 1913 opent L. Ekelmans in de Gasthuisstraat in Zaltbommel het Bioscope Theater Zalt-bommel. Later doopt hij deze om tot Bioscoop Minerva. In 1931 neemt W. van Dijk de bioscoop over en hernoemt deze tot Luxor Bioscoop.
Op 30 maart 1971 wordt het pand waarin de bioscoop in gevestigd, Gasthuisstraat 22, aangewezen als rijksmonument. De bioscoop sloot op 11 mei 1986 zijn deuren.

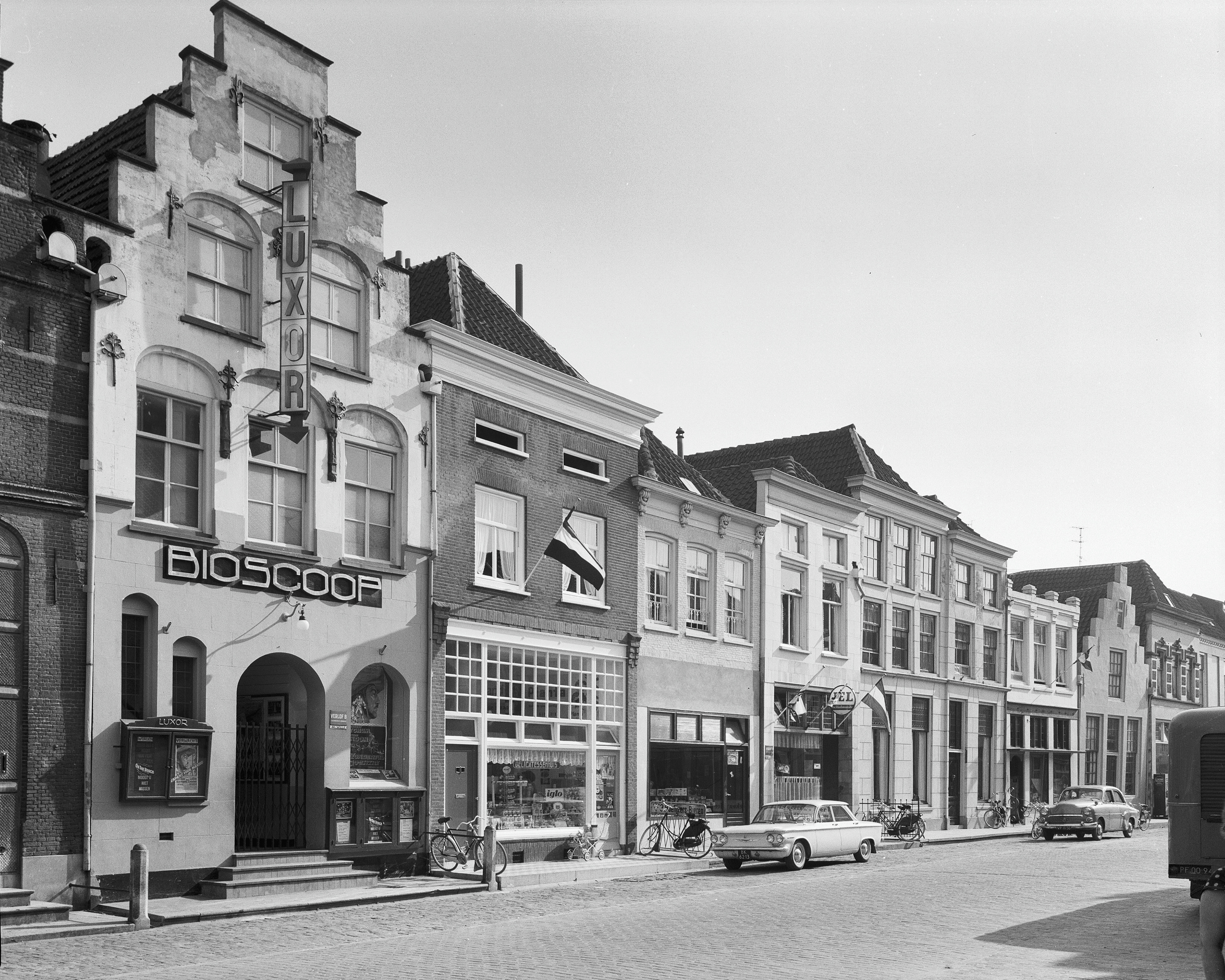
Straatbeeld bij de bioscoop in 1962